# Formula E Gen3
La Formula E Gen3, conosciuta anche come Spark Gen3 o semplicemente Gen3, è un'autovettura da competizione progettata per gareggiare nel campionato di Formula E dal 2023. La monoposto è il risultato della collaborazione tra Spark Racing Technology, Williams Advanced Engineering e Dallara.
La monoposto viene usata dal campionato 2023. Il veicolo, che sostituisce la Spark SRT_05e, ha debuttato ufficialmente a Montecarlo a fine aprile 2022.

## Sviluppo
Nel luglio 2020 la FIA ha annunciato che la Spark Racing Technology avrebbe costruito il telaio, Williams Advanced Engineering avrebbe realizzato le batterie e Hankook avrebbe fornito gli pneumatici fatti con biomateriale.

## Specifiche
La batteria è progettata per essere in grado di gestire la "ricarica flash" a potenze fino a 600 kW, consentendo per la prima volta la ricarica ai box. Il passo è di 2970 mm e il peso è di 760 kg.
Le vetture sono munite di due motogeneratori (1 per l'asse anteriore e 1 per l'asse posteriore) permettendo così la trasmissione integrale (sarà consentita solo in qualifica, partenza di gara e l'Attack Mode) e abbandonano i freni meccanici al posteriore, le batterie sono assemblate da Williams Advanced Engineering, mentre le celle sono sviluppate da Total-SAFT, per quanto riguarda il cambio si ha la configurazione monomarcia.

Gli pneumatici sono composti per un 26% da fibre riciclate e gomma naturale, per quanto riguarda la fibra di carbonio utilizzata per la realizzazione della vettura, sono ottenuti da carbonio riciclato dalle Gen2 e fibre di lino.